# رخشان بنی‌اعتماد
رخشنده «رخشان» بنی‌اعتماد (زاده ۱۴ فروردین ۱۳۳۳ در تهران)، کارگردان، فیلم‌نامه‌نویس، تهیه‌کننده، مستندساز و کارآفرین اهل ایران و از اعضای آکادمی اسکار است. فیلم‌های او در جشنواره‌های بین‌المللی مورد تحسین واقع شده‌اند و توانسته‌اند در داخل ایران هم توجه تماشاگران و منتقدین را به خود جلب کنند.
او همسر جهانگیر کوثری و مادر تندیس و باران کوثری است. بنی‌اعتماد در هفتاد و یکمین جشنواره فیلم ونیز در سال ۲۰۱۴، جایزه بهترین فیلمنامه را برای فیلم قصه‌ها به دست آورد.

## آغاز زندگی و تحصیلات
رخشان بنی‌اعتماد در ۱۴ فروردین ۱۳۳۳ در تهران زاده شد. او در رشته کارگردانی سینما در دانشکده هنرهای دراماتیک تهران (دانشکده سینما و تئاتر دانشگاه هنر) تحصیل کرد و در سال ۱۳۵۹ از این دانشگاه فارغ‌التحصیل شد.

## فعالیت حرفه‌ای
وی از سال ۱۳۵۲ با سمت منشی صحنه در تلویزیون مشغول به کار شد و تا سال ۱۳۵۹ چند فیلم مستند کوتاه را کارگردانی کرد. فعالیت سینمایی خود را از سال ۱۳۶۰ به عنوان منشی صحنه فیلم «آفتاب‌نشین‌ها» و فیلم «گل‌های داوودی» آغاز کرد. با کارگردانی فیلم «خارج از محدوده» در سال ۱۳۶۶ کارگردانی فیلم‌های بلند را آغاز کرد. سپس فیلم‌نامه «زرد قناری» را بازنویسی کرد و کارگردانی آن را نیز خود انجام داد. با نوشتن فیلم‌نامه فیلم «نرگس» با همکاری فریدون جیرانی و کارگردانی آن، در سال ۱۳۷۰ به عنوان بهترین کارگردان در دهمین جشنواره فیلم فجر برگزیده شد. پس از آن، فیلم‌های «روسری‌آبی»، «بانوی اردیبهشت»، «زیر پوست شهر» و «خون‌بازی» برای وی افتخارات و جایزه‌های بیشتری به ارمغان آورد. بنی‌اعتماد برای روسری آبی برنده جایزه فیپرشی سی و ششمین جشنواره بین‌المللی فیلم تسالونیکی ۱۹۹۵، نامزد پلنگ طلایی و برنده پلنگ برنزی جشنواره فیلم لوکارنو شد. جایزه ویژه و جایزه فیپرشی جشنواره بین‌المللی فیلم مونترآل برای بانوی اردیبهشت در سال ۱۹۹۸ دیگر دستاورد او بعد از روسری آبی بود. زیرپوست شهر او جایزه بهترین فیلم خارجی زبان و جایزه تماشاگران جشنواره فیلم تورین را در سال ۲۰۰۱ برای او به ارمغان آورد و جایزه نتپک و جایزه ویژه جشنواره فیلم لوکارنو را برای روزگار ما در ۲۰۰۲ به دستاوردهای خود افزود.
بنی‌اعتماد، پس از جایزه ویژه هیئت داوران جشنواره «آسیا پاسیفیک»، اعلام کرد که برای کمک به ساخت سرپناهی برای زنان بی‌سرپناه تهرانی به نام خانه مهر، جایزه‌اش را به حراج می‌گذارد.

## داوری در جشنواره‌ها

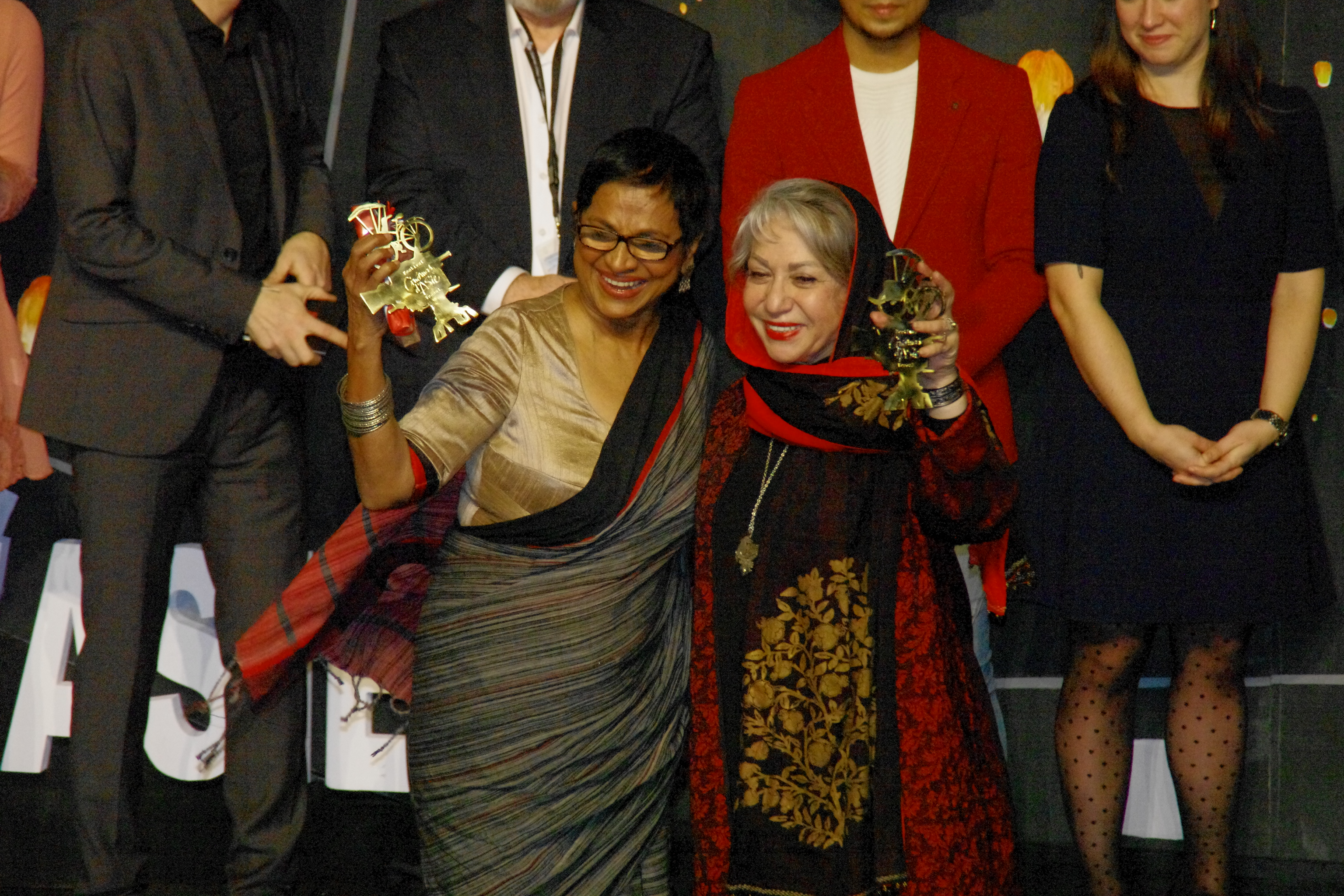
در کنار سوارنا مالاواراچی در جشنواره وزول ۲۰۱۷

بنی‌اعتماد سال ۱۳۶۹ داور جشنواره فیلم فجر بود. همچنین سال ۱۳۷۱ در جشنواره فیلم‌های آموزشی رشد تهران، ۱۳۷۲ در برگزیدن منتخب کانون کارگردان‌های سینمای ایران، ۱۹۹۵ در جشنواره تورین و مرور بر آثار (ایتالیا)، ۱۹۹۶ در جشنواره بین‌المللی لوکارنو (سوئیس)، ۱۹۹۷ در جشنواره محیط زیست (ژاپن)، ۱۹۹۸ در جشنواره دهلی نو (هند)، ۱۳۷۷ در جشنواره فیلم‌های دانشجویان سراسر کشور (ایران)، ۱۳۷۸ در جشنواره فیلم‌های مستند کیش، در ۱۳۷۸ در جشنواره لایپزیک (آلمان)، ۱۳۷۹ رئیس هیئت داوران بخش بین‌المللی جشنواره فیلم فجر (ایران)، ۱۳۸۰ در جشنواره بین‌المللی فیلم مونترال (کانادا)، ۱۳۸۰ در جشنواره سینمای جوان ایران، ۱۳۸۱ در جشنواره سراسری فیلم دانشجویان ایران، جشنواره بین‌المللی فیلم مسکو (روسیه)، جشنواره قاهره (مصر) و جشنواره کارگردانان جوان فیلم‌های کوتاه سونی (ایران)، ۱۳۸۲ در جشنواره آسیا پاسیفیک (ایران)، ۱۳۸۴ رئیس هیئت داوران بخش آسیا جشنواره فجر (ایران)، ۱۳۸۵ در جشنواره فیلم پروین اعتصامی، ۱۳۸۶ در جشنواره بین‌المللی فیلم مستند «سینما حقیقت» (ایران)، ۱۳۸۷ در جشنواره محله «جشنواره فیلم شهر» (ایران) و همچنین بخش بین‌الملل «جشنواره فیلم شهر» (ایران)، ۱۳۸۸ در جشنواره فریبورگ (سوئیس)، ۱۳۸۹ در جشنواره آسیایی رم (ایتالیا)، جشنواره تصویر سال (ایران)، جشنواره دانشجویی دانشگاه هنر (تهران) و رئیس هیئت داوران جشنواره دبی (امارات)، ۱۳۹۰ در جشنواره تصویر شهر (ایران) و جشنواره تصویر سال (ایران)، ۱۳۹۱ در جشنواره شانگهای (چین)، ۱۳۹۲ رئیس هیئت داوران بخش بین‌الملل جشنواره سینما حقیقت (ایران) و رئیس هیئت داوران جشنواره فیلم بوسان (کره جنوبی)، ۱۳۹۴ در جشنواره تصویر سال (ایران)، ۱۳۹۵ رئیس هیئت داوران جشنواره فیلمهای ایرانی پراگ (چک) و رئیس هیئت داوران جشنواره فیلم وزول (فرانسه)، ۱۳۹۶ آکادمی علوم و هنرهای سینما بخش نویسندگان و جشنواره ونیز (ایتالیا) به داوری پرداخته‌است.

## کنشگری
در ۱۸ آبان ۱۳۹۷ و بعد از دور دوم تحریم‌های آمریکا علیه ایران، رخشان بنی‌اعتماد و شماری از هنرمندان، کنشگران، فعالان فرهنگی و روزنامه‌نگاران ایرانی با امضای نامه‌ای سرگشاده و راه‌اندازی کارزاری علیه تحریم‌های یک‌جانبه آمریکا، از «مردم جهان» خواستند در برابر تحریم‌ها با آنها هم‌صدا شوند.
امضاکنندگان این نامه سرگشاده که کارزاری با همین نام، «همصدایی در برابر تحریم‌ها»، را نیز راهبری می‌کنند در جایی از نامه خود که به دو زبان انگلیسی و فارسی منتشر شده می‌گویند: «سیاست‌گزاران دیر یا زود می‌روند، اما فجایع حاصل از عملکرد غلط آن‌ها جهانی را می‌سازد که ما و شما و فرزندان‌مان در طول تاریخِ پیشِ رو، دست به گریبانِ کابوسِ آن خواهیم بود.»
بازداشت موقت
در ۲۳ دی ۱۳۹۸ رخشان بنی‌اعتماد بازداشت و پس از چند ساعت آزاد شد. او روز ۲۱ دی ۱۳۹۸ از مردم دعوت کرده بود که به یاد قربانیان سقوط هواپیمای مسافربری اوکراینی که توسط یگان موشکی سپاه پاسداران انقلاب اسلامی سرنگون شد، مراسمی را در غروب ۲۲ دی در میدان‌ها آزادی شهرهای ایران برگزار کنند. وی پس از آن در صفحات اجتماعی خود نوشت که با توجه به «هشدار جدی نهادهای امنیتی» دعوتش را لغو می‌کند.
پس از آن انجمن مستندسازان سینمای ایران در نامه‌ای خطاب به رئیس سازمان صدا و سیما خواستار عذرخواهی رسمی این سازمان از جامعه هنرمندان و مردم ایران شد. مستندسازان این پرسش را مطرح کرده‌اند که «آیا نمی‌شود پایان و نهایتی برای این بی‌احترامی‌ها به شان و حقوق مردم در صدا و سیما متصور بود؟» در ادامه خطاب به رئیس صدا و سیما نوشته‌اند:
«بانو رخشان بنی‌اعتماد از مفاخر فرهنگ و هنر این سرزمین و از پیشکسوتان به نام انجمن مستندسازان سینمای ایران است. ما هر چند به رویهٔ جاری و ساری در برنامه‌سازی‌های جانب‌دارانه در شبکهٔ مذکور عادت کرده و به آن وقعی نمی‌نهیم اما این اهانت آشکار به شان یکی از اعضای خود را برنمی‌تابیم و درخواست برخورد جدی با متخلفین و عذرخواهی رسمی جنابعالی از جامعهٔ هنری و مردم ایران را داریم.»
او در آبان ۱۴۰۱ و در بحبوحه اعتراضات سراسری ایران، با انتشار ویدئویی که در آن حجاب اجباری ندارد به مرگ کیان پیرفلک، کودکی که در جریان تظاهرات سراسری در ایران کشته شد، واکنش نشان داد.

## زندگی خصوصی

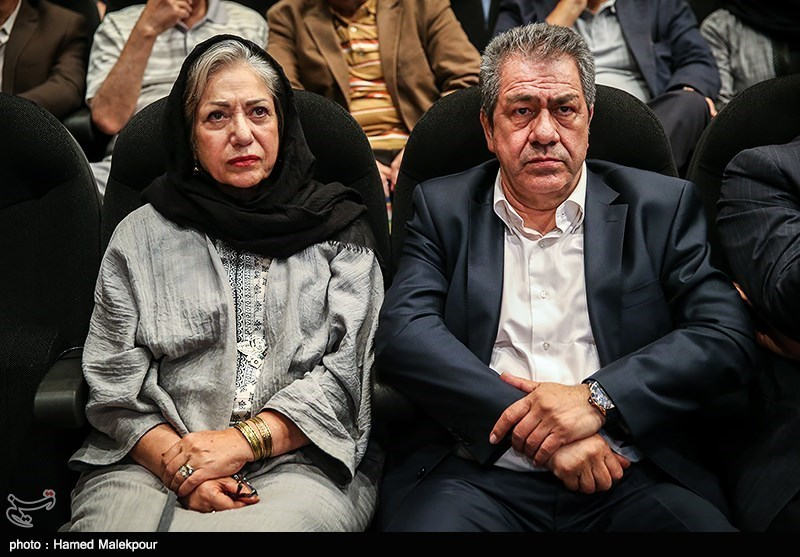
در کنار جهانگیر کوثری در آیین نکوداشت‌های هجدهمین جشن سینمای ایران

بنی‌اعتماد با جهانگیر کوثری (تهیه‌کننده سینما و مفسر ورزش) ازدواج کرده‌است. پسر او تندیس و دخترش باران هستند.

## فیلمشناسی

### فیلم‌های سینمایی
| سال  | عنوان                                      | سمت      | سمت     | سمت       |
| سال  | عنوان                                      | کارگردان | نویسنده | تهیه‌کننده |
| ---- | ------------------------------------------ | -------- | ------- | --------- |
| ۱۳۶۶ | خارج از محدوده                             | آری      | —       | —         |
| ۱۳۶۷ | زرد قناری                                  | آری      | —       | —         |
| ۱۳۶۸ | پول خارجی                                  | آری      | —       | —         |
| ۱۳۷۰ | نرگس                                       | آری      | آری     | آری       |
| ۱۳۷۳ | روسری‌آبی                                   | آری      | آری     | —         |
| ۱۳۷۶ | بانوی اردیبهشت                             | آری      | آری     | —         |
| ۱۳۷۷ | داستان‌های جزیره (اپیزود سوم، باران و بومی) | آری      | آری     | —         |
| ۱۳۷۹ | زیر پوست شهر                               | آری      | آری     | آری       |
| ۱۳۸۲ | روایت سه‌گانه (اپیزود سوم، ننه گیلانه)      | آری      | آری     | —         |
| ۱۳۸۳ | گیلانه                                     | آری      | آری     | —         |
| ۱۳۸۵ | خون‌بازی                                    | آری      | آری     | آری       |
| ۱۳۸۷ | حیران                                      | —        | —       | آری       |
| ۱۳۹۲ | قصه‌ها                                      | آری      | آری     | آری       |

### فیلم‌های مستند
- فرهنگ مصرفی سال (۱۳۶۳)
- اشتغال مهاجرین روستایی در شهر (۱۳۶۴)
- تدابیر اقتصادی جنگ (۱۳۶۵)
- تمرکز (۱۳۶۵)
- بهار تا بهار (۱۳۷۱)
- گزارش ۷۱ (۱۳۷۱)
- این فیلم‌ها رو به کی نشون میدین؟ (۱۳۷۱)
- آخرین دیدار با ایران دفتری (۱۳۷۴)
- زیرپوست شهر (۱۳۷۵)
- روزگار ما (۱۳۸۰)
- فرش سه بعدی (یک فیلم از مجموعه فرش ایرانی) (۱۳۸۵)
- خانه دوم (تهیه‌کننده)، کارگردان مهوش شیخ الاسلامی (۱۳۸۷)
- حیاط خلوت خانه خورشید (۱۳۸۷)
- ما نیمی از جمعیت ایرانیم (۱۳۸۸)[۲۱]
- فردا می‌بینمت الینا (۱۳۸۹)
- اتاق ۲۰۲ (یک اپیزود از مستند کهریزک چهار نگاه) (۱۳۹۰)
- یاران دانش و مهر (کارگروهی) (۱۳۹۱)
- آن سوی آیینه‌ها (۱۳۹۲)
- کنسرت آیینه‌ها (۱۳۹۲)
- کنسرت خداوندان اسرار (۱۳۹۲)
- محک خانه من (کارگروهی) (۱۳۹۳)
- همه درختان من (۱۳۹۳)
- یک ساعت از یک عمر (۱۳۹۳)
- آی آدم‌ها (۱۳۹۵)
- سری فیلم‌های کارستان (مشاور هنری) (۹۶–۱۳۹۲)
- مادر زمین (کارگردان: مهناز افضلی)
- طبرستانی‌ها (کارگردان: محسن عبدالوهاب)
- بنیان‌گذار محک (کارگردان: محسن عبدالوهاب)
- پنبه تا آتش (کارگردان: بهرام عظیم پور)
- شاعران زندگی (کارگردان: شیرین برق نورد)
- پازلی‌ها (کارگردان: مهدی گنجی)

## جوایز و نامزدی‌ها
| سال         | جایزه                                            | دسته                                            | برای فیلم                             | نتیجه    | توضیحات                                            | منابع         |
| ----------- | ------------------------------------------------ | ----------------------------------------------- | ------------------------------------- | -------- | -------------------------------------------------- | ------------- |
| ۱۳۷۰        | دهمین دورهٔ جشنوارهٔ فیلم فجر                      | بهترین فیلمنامه                                 | نرگس                                  | نامزدشده |                                                    | [ ۲۲ ]        |
| ۱۳۷۰        | دهمین دورهٔ جشنوارهٔ فیلم فجر                      | بهترین کارگردانی                                | نرگس                                  | برنده    |                                                    | [ ۲۳ ]        |
| ۱۳۷۳        | سیزدهمین دورهٔ جشنوارهٔ فیلم فجر                   | بهترین فیلمنامه                                 | روسری‌آبی                              | برنده    |                                                    | [ ۲۴ ]        |
| ۱۳۷۳        | سیزدهمین دورهٔ جشنوارهٔ فیلم فجر                   | بهترین کارگردانی                                | روسری‌آبی                              | نامزدشده |                                                    | [ ۲۵ ]        |
| ۱۳۷۳        | کانون کارگردان‌های سینمای ایران                   | بهترین کارگردانی                                | روسری‌آبی                              | برنده    |                                                    | [ ۲۶ ]        |
| ۱۳۷۴/ ۱۹۹۵م | چهل و هشتمین جشنوارهٔ فیلم لوکارنو                | پلنگ برنزی                                      | روسری‌آبی                              | برنده    |                                                    | [ ۲۷ ]        |
| ۱۳۷۴/ ۱۹۹۵م | سی و ششمین دورهٔ جشنوارهٔ بین‌المللی فیلم تسالونیکی | جایزهٔ فیپرشی                                    | روسری‌آبی                              | برنده    |                                                    | [ ۲۸ ]        |
| ۱۳۷۶        | شانزدهمین دورهٔ جشنوارهٔ فیلم فجر                  |                                                 | بانوی اردیبهشت                        |          |                                                    | [ ۲۹ ] [ ۳۰ ] |
| ۱۳۷۷/ ۱۹۹۸م | بیست و دومین جشنوارهٔ بین‌المللی فیلم مونترآل      | جایزهٔ فیپرشی                                    | بانوی اردیبهشت                        | برنده    |                                                    | [ ۳۱ ]        |
| ۱۳۷۷        | دومین جشن سینمای ایران                           | بهترین کارگردانی                                | بانوی اردیبهشت                        | نامزدشده |                                                    | [ ۱۷ ]        |
| ۱۳۷۷        | دومین جشن سینمای ایران                           | بهترین عنوان‌بندی                                | بانوی اردیبهشت                        | نامزدشده |                                                    | [ ۱۷ ]        |
| ۱۳۷۹        | چهارمین جشن سینمای ایران                         | بهترین فیلم به انتخاب انجمن منتقدان و نویسندگان | زیر پوست شهر                          | نامزدشده |                                                    | [ ۳۲ ]        |
| ۱۳۷۹        | چهارمین جشن سینمای ایران                         | بهترین فیلمنامه                                 | زیر پوست شهر                          | نامزدشده |                                                    | [ ۳۲ ]        |
| ۱۳۷۹        | چهارمین جشن سینمای ایران                         | بهترین فیلم                                     | زیر پوست شهر                          | نامزدشده |                                                    | [ ۳۲ ]        |
| ۱۳۷۹        | چهارمین جشن سینمای ایران                         | بهترین کارگردانی                                | زیر پوست شهر                          | برنده    |                                                    | [ ۳۲ ]        |
| ۱۳۸۰/ ۲۰۰۱م | بیست و سومین جشنوارهٔ بین‌المللی فیلم مسکو         | جایزهٔ ویژهٔ سنت جورج طلایی                       | زیر پوست شهر                          | برنده    |                                                    | [ ۳۳ ]        |
| ۱۳۸۰/ ۲۰۰۱م | سی و ششمین جشنوارهٔ بین‌المللی فیلم کارلووی واری   | جایزهٔ نتپک                                      | زیر پوست شهر                          | برنده    |                                                    | [ ۳۴ ]        |
| ۱۳۸۱/ ۲۰۰۲م | پنجاه و پنجمین دورهٔ جشنوارهٔ فیلم لوکارنو         | جایزهٔ نتپک                                      | روزگار ما                             | برنده    |                                                    | [ ۳۵ ]        |
| ۱۳۸۲        | بیست و دومین دورهٔ جشنوارهٔ فیلم فجر               | جایزه هیئت داوران (بهترین کارگردانی)            | روایت سه‌گانه (اپیزود سوم، ننه گیلانه) | برنده    |                                                    | [ ۳۶ ]        |
| ۱۳۸۴        | دهمین دورهٔ جشنوارهٔ دفاع مقدس                     | جایزه هیئت داوران (بهترین کارگردانی)            | گیلانه                                | برنده    | مشترک با محسن عبدالوهاب                            | [ ۳۷ ]        |
| ۱۳۸۴/ ۲۰۰۶م | جشنواره بین‌المللی فیلم‌های آسیایی وزول            | جایزهٔ نتپک                                      | گیلانه                                | برنده    | مشترک با محسن عبدالوهاب                            | [ ۳۸ ]        |
| ۱۳۸۶/ ۲۰۰۷م | اولین دورهٔ جوایز اسکرین آسیا پاسیفیک             | دستاورد کارگردانی                               | خون‌بازی                               | برنده    | مشترک با محسن عبدالوهاب                            | [ ۳۹ ]        |
| ۱۳۸۵        | بیست و پنجمین دورهٔ جشنوارهٔ فیلم فجر              | بهترین فیلمنامه                                 | خون‌بازی                               | برنده    | مشترک با فرید مصطفوی، محسن عبدالوهاب، و نغمه ثمینی | [ ۴۰ ]        |
| ۱۳۸۷/ ۲۰۰۸م | سی‌امین جشنوارهٔ بین‌المللی فیلم زنان کرتی          | جایزهٔ بزرگ هیئت داوران                          | خون‌بازی                               | برنده    |                                                    | [ ۴۱ ]        |
| ۱۳۸۶        | یازدهمین جشن سینمای ایران                        | بهترین فیلمنامه                                 | خون‌بازی                               | نامزدشده |                                                    | [ ۴۲ ]        |
| ۱۳۸۶        | یازدهمین جشن سینمای ایران                        | بهترین کارگردانی                                | خون‌بازی                               | برنده    | مشترک با محسن عبدالوهاب                            | [ ۴۲ ]        |
| ۱۳۹۲        | سی و دومین جشنوارهٔ فیلم فجر                      | بهترین فیلم                                     | قصه‌ها                                 | نامزدشده |                                                    | [ ۴۳ ]        |
| ۱۳۹۳/ ۲۰۱۴م | هفتاد و یکمین جشنوارهٔ فیلم ونیز                  | بهترین فیلمنامه                                 | قصه‌ها                                 | برنده    | مشترک با فرید مصطفوی                               | [ ۴۴ ]        |
| ۱۳۹۴        | هفدهمین جشن سینمای ایران                         | بهترین فیلم                                     | قصه‌ها                                 | نامزدشده |                                                    | [ ۴۵ ]        |
| ۱۳۹۴        | هفدهمین جشن سینمای ایران                         | بهترین کارگردانی                                | قصه‌ها                                 | نامزدشده |                                                    | [ ۴۵ ]        |
| ۱۳۹۴        | هفدهمین جشن سینمای ایران                         | بهترین فیلمنامه                                 | قصه‌ها                                 | نامزدشده |                                                    | [ ۴۵ ]        |
| ۱۳۹۳/ ۲۰۱۴م | هشتمین دورهٔ جوایز اسکرین آسیا پاسیفیک            | دستاورد کارگردانی                               | قصه‌ها                                 | نامزدشده |                                                    | [ ۴۶ ]        |
| ۱۳۹۳/ ۲۰۱۴م | هشتمین دورهٔ جوایز اسکرین آسیا پاسیفیک            | جایزهٔ بزرگ هیئت داوران                          | قصه‌ها                                 | برنده    |                                                    | [ ۴۶ ]        |